# General Zod
El General Zod (su nombre completo es Dru-Zod Corkript) es un supervillano ficticio que aparece en los cómics publicados por DC Comics, comúnmente conocido como un adversario del superhéroe Superman. El personaje, que apareció por primera vez en Adventure Comics # 283 (abril de 1961), fue creado por Robert Bernstein e inicialmente diseñado por George Papp. Como Kryptoniano, exhibe los mismos poderes y habilidades que Superman y, en consecuencia, es visto como uno de sus mayores enemigos junto a Lex Luthor, Darkseid y Brainiac. También es conocido por su famoso eslogan, "¡Arrodíllate ante Zod!".
Originalmente representado como calvo y bien afeitado, el aspecto de Zod en la cultura popular se definió por la representación del personaje de Terence Stamp en las películas, Superman: The Movie (1978) y Superman II (1980) protagonizada por Christopher Reeve. Finalmente, el personaje fue reintroducido en Multiverso DC con cabello negro y barba de chivo. Este personaje fue interpretado por Michael Shannon en El hombre de acero (2013) y The Flash (2023) ambientados en el Universo extendido de DC.
Total Film clasificó a Zod en el puesto 32 en su lista de "Los 50 más grandes villanos de todos los tiempos" en 2007. El sitio web de cultura pop IGN.com clasificó al General Zod en el puesto 30 en su lista de los "100 villanos más importantes de los cómics".

## Biografía

### Edad de Plata
Dru-Zod Corkript es un kryptoniano megalómano, a cargo de las fuerzas militares de Krypton. Conoció a Jor-El, el padre de Superman, cuando era un aspirante a científico. Cuando se abolió el programa espacial después de la destrucción de la luna habitada Wegthor (diseñada por el científico renegado Jax-Ur), Zod intentó apoderarse de Krypton. Zod creó un ejército de duplicados robóticos de sí mismo, todos con un parecido con Bizarro. Fue condenado al exilio en la Zona Fantasma durante 40 años por sus crímenes. Zod finalmente fue liberado por Superman cuando terminó su pena de prisión. Sin embargo, intentó conquistar la Tierra con los superpoderes que su cuerpo kryptoniano adquirió bajo el sol amarillo (la fuente de los propios superpoderes de Superman). Con la amenaza de Zod ahora obvia, Superman se vio obligado a oponerse a él y finalmente lo devolvió a la Zona.
Durante los años restantes antes de la Crisis en Tierras Infinitas, Zod y otros reclusos de la Zona como Jax-Ur, Faora Hu-Ul y otros, escaparon de la Zona Fantasma y lucharon contra Superman y Supergirl en numerosas ocasiones, siempre siendo derrotados al final y regresando a la Zona.

### Era Moderna

#### Zods provisionales: 1985-2005
Después del crossover de DC, Crisis on Infinite Earths (1985), la editorial extendió durante varios años como norma que ningún kryptoniano iba a ser representado en los cómics, aparte de Superman, para reforzar su posición como el último kryptoniano. Esto significó que personajes como Supergirl y Power Girl fueron re-imaginados y el perro kryptoniano, Krypto, se convirtió en una mascota común y corriente. Sin embargo, los escritores de DC Comics todavía intentaron moverse por la norma de no kryptonianos mediante la introducción de "nuevas" versiones de Zod. Muchos de estos eran Zods de universos alternos, y ninguno persistió en la continuidad de DC. Después de publicar Infinite Crisis (2005), DC re-introdujo al verdadero General Zod en Superman: Last Son. Para ello se colocó al escritor Richard Donner a bordo, quien fue el director de Superman y Superman II, las películas que introdujeron a Zod al mundo cinéfilo.
El primer Zod que se introdujo después de Crisis on Infinite Earths fue el Zod de un llamado "universo de bolsillo" que se asemeja al universo en el que se desarrollan los cómics; esto permitió la introducción de un Zod "kryptoniano" manteniendo el estatus de Superman como el último de su raza en el universo propiamente dicho. Este Zod vino de un Krypton en un universo de bolsillo, el universo mismo fue creado por Señor del Tiempo. Zod (junto con sus compañeros Quex-Ul y Faora) devastó la Tierra de ese universo tras la muerte de su Superboy, a pesar de los mejores esfuerzos de una Supergirl creada por el heroico Lex Luthor de ese mundo. Eventualmente, los sobrevivientes de este mundo lograron contactar al Superman del universo principal para ayudarlos, y este pudo quitarle los poderes a los tres super-criminales con solo Kryptonita Dorada (ya que no era de ese universo, la Kryptonita de esa realidad no le afectaría).
Sin embargo, los tres juraron recuperar algún día sus poderes y regresar al mundo de Superman para matarlo. Reconociendo que no podía permitirse el lujo de dejarlos en la Tierra de bolsillo ahora muerta para dejarlos morir solos ni encarcelarlos en su mundo, Superman se vio obligado a ejecutarlos con Kryptonita Verde.
Una segunda encarnación del General Zod se introdujo en la historia de 2001 "Regreso a Krypton"; este Zod fue retratado como el de una realidad alternativa que fue creada por el personaje Brainiac 13. Era el jefe del ejército kryptoniano en la realidad alternativa. Como la versión Post-Crisis, Zod tenía el equivalente kryptoniano de las creencias fascistas. Envió extraterrestres a la ciudad botella de Kandor y planeó un golpe militar. Zod fue derrotado por Superman y el Jor-El de la realidad alternativa Krypton de Zod.
El tercer intento de llevar a Zod a los cómics de la Edad Moderna fue el Zod "ruso", un Zod de origen humano cuya historia de origen estaba relacionada con la de Superman. Este General Zod (nacido Avruiskin) es un ruso que fue afectado antes de su nacimiento por la radiación de Kryptonita, ya que era hijo de dos cosmonautas cuya nave estaba demasiado cerca de la nave espacial de Kal-El. Este Zod es anormalmente débil bajo un sol amarillo, pero tiene superpoderes bajo un sol rojo (lo opuesto a Superman). Después de que sus padres murieron a causa de la radiación, creció en un laboratorio de la KGB con el nombre de "Zed". Aparentemente hablado por el espíritu del Zod del Universo de Bolsillo, el Ruso Zod creó una armadura roja que filtraba la luz del sol y se declaró a sí mismo gobernante del ex-estado ficticio soviético de Pokolistán. Después de varios encuentros inconclusos con Superman, reveló su plan a largo plazo para poner el sol en rojo y tomar el lugar de Superman. Esto tuvo éxito temporalmente hasta que Lex Luthor rescató a Superman, le dio una ráfaga de radiación solar amarilla para recuperar sus poderes y trabajó para restaurar el sol. Superman regresó para luchar contra Zod, pero se negó a matarlo. Cuando el sol se volvió amarillo nuevamente, el ahora vulnerable Zod golpeó a Superman con todo su poder a supervelocidad, pero fue asesinado debido a la invulnerabilidad de Superman.
El Zod final antes de que el personaje fuera finalmente reintroducido, el Zod de una Zona Fantasma alternativa apareció en la historia de doce números de For Tomorrow, escrita por Brian Azzarello y dibujada a lápiz por Jim Lee. Este Zod vive solo en una Zona Fantasma alternativa y resiente a Superman por manipularlo. Según su propio relato, proviene del mismo Krypton que Superman y fue exiliado a la Zona Fantasma por el padre de Superman, Jor-El. Este Zod lleva una gran armadura negra con púas y, cuando está desenmascarado, es un anciano calvo y de barba blanca. Esta encarnación también usa una variación de "Arrodíllate ante Zod". Apareció en Metropia, una versión de la Zona Fantasma creada por Superman para parecerse a un mundo viviente (incluyendo seres aparentemente vivos). Después de esta historia, ha sido reemplazado por la historia actual (que presenta un nuevo Zod, liberado de la Zona Fantasma).

#### Vuelve el General Zod: 2006-2011
El General Zod apareció en la historia de Superman: Last Son (escrita por Geoff Johns y Richard Donner, el director de Superman: The Movie y la mayor parte de Superman II). En una historia similar a la de Superman II, Zod, Ursa y Non escapan de la Zona Fantasma y vienen a la Tierra para tratar de convertirla en un "Nuevo Krypton". Esta encarnación es la primera Post-Crisis Zod que vino del Krypton de Superman, y no de una realidad alternativa.
La historia de fondo de los tres kryptonianos se relató en Action Comics Annual # 10 (abril de 2007), y el origen de Zod se reveló en Countdown # 30 (octubre de 2007). Antes de la destrucción de Krypton, Zod, su esposa Ursa y su cómplice Non se rebelaron contra el gobierno opresivo de su planeta, pero pronto se convirtieron en posibles tiranos sin ley que codiciaban el poder. Después de una insurrección nefasta dirigida por Zod, el gobierno condenó al trío a muerte. Sin embargo, el padre de Superman, Jor-El, suplicó al gobierno que mitigara su sentencia de encarcelamiento en la Zona Fantasma, aceptó con la condición de que asumiera la responsabilidad como carcelero. Mientras estaban en la Zona Fantasma, Zod y Ursa pudieron tener un niño que nació inmune a los efectos de la Zona Fantasma, lo que finalmente facilitó su escape, y lo llamaron Lor-Zod. En la Tierra, el niño fue descubierto por Superman y su esposa Lois Lane, quienes lo adoptaron como su propio hijo y lo llamaron Christopher Kent. Durante la historia de "Last Son" de 2007 en Action Comics, Chris Kent es representado como un hijo adoptivo de Superman y su esposa Lois en los títulos de DC.
Junto a Zod, Ursa y Non, otros 25 criminales kryptonianos también escapan de la Zona y derrotan a varios héroes de la Tierra, comenzando su búsqueda para conquistar el planeta. Zod embosca a Superman en venganza por las acciones de Jor-El y lo atrapa en la Zona Fantasma, de la que luego escapa con la ayuda del heroico prisionero de la Zona Fantasma, Mon-El. Con la ayuda de sus enemigos tradicionales Lex Luthor, Metallo, Parásito y Bizarro, Superman se enfrenta al ejército de Zod. De los casi treinta kryptonianos, los aliados temporales de Superman matan con éxito a varios, conduciendo al resto a la Zona Fantasma junto a Zod y Ursa, quienes se llevan a Chris Kent con ellos.
Sin embargo, en la última historia del arco de "Nuevo Krypton", Zod es liberado de la Zona Fantasma una vez más por la madre de Supergirl, Alura. La "ciudad embotellada de Kandor" se transforma en un planeta kryptoniano poblado ("Nuevo Krypton"), y Zod es nombrado líder de su ejército. En la historia de Action Comics "World of New Krypton", cuando Superman decide ver cómo es la vida en New Krypton, es reclutado por el Gremio Militar bajo el mando del General Zod. Zod y Superman mantienen una relación profesional de desconfianza. A pesar de su pasado, ninguno parece dispuesto a comportarse con marcada agresión hacia el otro. Más tarde, durante una ceremonia kryptoniana, Zod recibe un disparo del kryptoniano Ral-Dar (que está trabajando con el padre de Lois, el General Sam Lane), lo que lleva a Zod a nombrar a Superman como general temporal hasta su recuperación. Los dos están involucrados en un complot político kryptoniano, pero finalmente capturan al traidor del planeta y ven una reforma del Consejo de New Krypton.
La paz dura poco, sin embargo, debido a un ataque del alienígena Brainiac, que había sido responsable del embotellado de Kandor en primer lugar. En "Last Stand of New Krypton", New Krypton es atacado por Brainiac, y Zod diseña un plan para derrotarlo; Zod es impulsado por el impulso de vengar su derrota anterior a manos del Coluan Brainiac, cuando Kandor fue embotellado en Old Krypton. La historia termina con la destrucción del planeta, lo que lleva a Zod a declarar la guerra a la Tierra, lo que desencadena la historia de la "Guerra de los Supermen". Después de un feroz conflicto entre Superman y Zod en defensa de la Tierra, Zod es empujado de regreso a la Zona Fantasma por su hijo, Chris Kent, quien se había liberado de la Zona Fantasma y se volvió activo como un superhéroe adulto en el planeta Tierra.

#### The New 52: 2011-2016
En 2011, DC optó por renovar su continuidad, reiniciando muchos personajes y conservando las historias de algunos otros, como parte de su evento editorial The New 52. Después de esto, se insinúa a Zod en varias ocasiones. Un personaje parecido a Zod hizo un cameo en Action Comics # 5 (marzo de 2012), como prisionero en la Zona Fantasma; en Action Comics # 13 (diciembre de 2012), un fantasma en la Zona Fantasma dice "Arrodíllate antes..." varias veces mientras ataca a Superman, una referencia al dicho icónico de Zod. Zod hace su primera aparición completa en Action Comics # 23.2: General Zod (septiembre de 2013), escrito por Greg Pak, con arte de Ken Lashley.
Se introdujo un nuevo origen para Zod. Zod nació de padres científicos. Cuando era un niño, Zod y sus padres viajaron al desierto de Krypton para descubrir nuevas criaturas. Su barco fue atacado por criaturas, dejando a la familia varada en la jungla. Mientras sus padres fueron asesinados por los animales, Zod logró sobrevivir durante un año hasta que Jor-El y su hermano mayor Zor-El lo salvaron. Después de alcanzar la edad adulta, Zod se convirtió en uno de los mejores soldados de Krypton, alcanzando el rango de general. Zod desarrolló un odio hacia una especie alienígena llamada Char y secretamente ordenó la creación de una criatura con aspecto de Char, desatándola en la población de Krypton, para poder justificar una guerra contra los Char. Jor-El descubrió el engaño y entregó a Zod a las autoridades.
Muchos años después, un evento misterioso provocó que la Zona Fantasma se debilitara, permitiendo que algunos de sus prisioneros escaparan al espacio normal. Zod viajó a la Tierra y aterrizó en el desierto del Sahara. Allí, los poderes kryptonianos de Zod comenzaron a manifestarse por primera vez, masacrando brutalmente a un grupo de viajeros. Zod pronto fue atacado por la Liga de la Justicia de América hasta que llegaron Superman y Wonder Woman, esta última lo sujetó con su lazo mágico. Zod reconoció a Superman como Kal-El, el hijo de Jor-El. Superman decidió mantener a Zod en el zoológico alienígena de la Fortaleza de la Soledad. Mientras está allí, le revela a Superman que Faora también viajó a la Tierra con él y se compromete a localizarla.

#### Universo DC
En junio de 2016, el evento DC Rebirth relanzó la línea completa de títulos de cómics de DC Comics, en los que General Zod continúa apareciendo dentro de los títulos de DC. En diciembre de 2017, DC Comics terminó con la marca Rebirth, optando por incluir todo bajo un banner y un nombre más grande de DC Universe. Como parte del relanzamiento de DC Rebirth, el General Zod vuelve a ser encarcelado dentro de la Zona Fantasma. Zod quedó atrapado dentro de los límites de la Bóveda Negra, una instalación secreta escondida en el Mar de Láptev. Amanda Waller envió al Escuadrón Suicida para robar el contenido de la Bóveda Negra y devolvérselo; sin embargo, al desbloquear el área previamente sellada herméticamente, inconscientemente permitieron que Zod abriera el vínculo ahora inestable entre la Tierra y la Zona Fantasma y una vez más se liberara. Ella intenta 'reclutar' a Zod implantando un explosivo de kryptonita en su cabeza, pero finalmente resulta demasiado peligroso, lo que obliga a Rick Flag a sacrificarse para obligar a Zod a regresar a la Zona. Zod luego escapa y se establece como un dictador en otro planeta con su familia, casi matando a Hal Jordan cuando los Green Lantern Corps descubren su presencia en el planeta antes de que ambos lados se vean obligados a retirarse y recuperarse.

## Poderes y habilidades
Como todos los kryptonianos bajo un sol amarillo, el General Zod posee una fuerza, velocidad y resistencia sobrehumanas de alto nivel suficientes para enfrentarse a Superman y otros kryptonianos; super audición; Visión de rayos X; visión telescópica, microscópica y térmica; súper aliento y aliento congelado; invulnerabilidad virtual; curación y vuelo acelerados. Debido a su experiencia como general kryptoniano, Zod posee un conocimiento detallado de tácticas militares, estrategia de batalla y es un líder militar relativamente competente. Debido a que fue entrenado en artes de lucha mucho antes de recibir sus habilidades, por lo general tiene una ventaja sobre las habilidades de pelea de Superman, la dependencia excesiva de la fuerza sobrehumana y el conocimiento básico del combate cuerpo a cuerpo humano y kryptoniano avanzado. Sin embargo, los poderes de Zod son a menudo inferiores a los de Superman, debido a que este último estuvo expuesto al sol amarillo a lo largo de toda su vida, mientras que Zod normalmente solo se expone durante un corto período de tiempo antes de ser derrotado y devuelto a la Zona Fantasma. Este mayor poder combinado con su control superior y experiencia con él le da a Superman una ventaja sobre las habilidades superiores de lucha de Zod. Además, al igual que Superman, su fuerza es inferior a la de Doomsday y su velocidad es inferior a la de los velocistas como Flash. Como todos los kryptonianos, es vulnerable a la kryptonita y la radiación solar roja; su durabilidad no brinda protección contra el control mental y la magia; y su fuerza y durabilidad tienen límites en el sentido de que no puede sobrevivir a una explosión atómica sin lesiones casi fatales y hay pesos que no puede levantar debido a la limitación corporal natural incluso bajo el entorno empoderador de un sol amarillo, así como los límites normales de un kryptoniano adulto con fuerza sobrehumana.

## Otras versiones

### Tierra-15
El General Zod de Tierra-15 es el Superman de este mundo, aquí como un campeón semirretirado de esta pacífica Tierra. Esta versión es asesinada más tarde por el psicótico Superman Prime, quien estaba enojado porque Zod "no era un maníaco", además de matar a la esposa de Zod y al feto.

### JSA: The Liberty Files
El Zod de JSA: The Liberty Files no era un general de ningún tipo. Fue refundido como un sociópata de 11 años, que creó un virus sintético mortal en Krypton sin otra razón que la diversión. Zod fue desterrado a la Zona Fantasma debido a sus acciones (el primer niño enviado a la Zona) hasta que los científicos estadounidenses traspasaron la Zona y lo descubrieron. Adoptado por el gobierno y llamado "Clark Kent", Zod engañaba a la mayoría de sus superiores adultos interpretando el papel de un niño asustado hasta que creciera y se convirtiera en el "Superman" adulto. En la serie secuela JSA: The Unholy Three, Super-Man es enviado a Europa del Este con el Murciélago y el Reloj. Luchó contra el Parásito y Steelwolf, mientras investigaba su única debilidad: un dispositivo nuclear que habían creado los rusos. Al encontrar su información, incapacitó o mató a varios agentes y se dirigió a Rusia para destruir el dispositivo. Sin embargo, finalmente fue asesinado antes de que pudiera terminar el trabajo.

### Superman: Earth One
Zod aparece en Superman: Earth One en el que se llama Zod-El, hermano de Jor-El y, por tanto, tío de Superman. Zod-El era un soldado kryptoniano que libró una guerra civil de seis meses contra el Consejo Científico y el responsable de la destrucción de Krypton al llegar a un acuerdo con los vecinos Dheronians de Krypton. Después de la derrota de Tyrell y la absorción de energía de una estrella amarilla, Zod fue a la Tierra para lidiar con Superman. Más tarde es despojado por los Luthors después de que Alexander le disparó con un rayo de radiación, pero no antes de matarlo y así llevar a su esposa Lex a odiar a Superman.

### Injustice 2
Zod aparece en la precuela del videojuego Injustice 2. Cuando Batman y la Insurgencia rescatan a los Jóvenes Titanes de su encarcelamiento por Superman en la Zona Fantasma, Zod aprovecha la oportunidad para escapar de la prisión y asesina a Tim Drake en el proceso. Un Batman enfurecido activa su protocolo de Endgame y combate a Zod con un traje fuertemente blindado. Derriba a Zod con gas del miedo infundido con kryptonita, que el mismo Batman juró que nunca usaría dado lo que le hizo a Superman en esta realidad. Obtiene la ventaja sobre Zod con el gas kryptonita, lo que hace que parezca que Superman lo está derrotando, pero cuando desaparece, Ra's Al Ghul (sabiendo que los ideales puristas kryptonianos de Zod no coincidirían con los suyos) envía a Amazo a combatir al general. Amazo mata a Zod girando su cabeza. Luego, su corazón es removido quirúrgicamente por el Doctor Mid-Nite Charles McNider retirado y colocado dentro del cuerpo de Superboy para que pueda vivir fuera de la Zona Fantasma.

### Universo animado de DC
- Si bien no aparece en los programas de televisión del Universo animado de DC, el General Zod (representado como un criminal loco argosiano) aparece en Superman Adventures # 21[25] y Liga de la Justicia Ilimitada #34 donde forma equipo con Jax-Ur y Mala.[26]
- Una versión de Zod aparece en la primera serie digital de 2013 Justice League Beyond 2.0, que tiene lugar en el Universo animado de DC, específicamente en el escenario futurista de la serie animada Batman del futuro. En esta serie, Zod se revela como el hijo de Jax-Ur, que marca la primera aparición del General Zod en la continuidad Superman: la serie animada de Bruce Timm, aunque una versión más joven, inocente del megalómano General, quien, de hecho, ayuda a la nueva Liga de la Justicia. Más tarde se revela que es el hijo del juez Lord Superman y Wonder Woman.

## En otros medios

### Televisión

#### Animación
- General Zod aparece en la serie animada de 1988, episodio de Superman "The Hunter", con la voz de René Auberjonois. Esta versión está encarcelada en la Zona Fantasma con dos mujeres kryptonianas (Ursa y Faora), mientras que la mayoría de las representaciones de la conspiración muestran al trío de Zod compuesto por dos hombres y una mujer. Mientras se encuentran en la Zona fantasma, Zod y sus seguidores crean The Hunter (una criatura que puede transmutarse a sí misma en cualquier sustancia que toque) y enviarla a la Tierra. Después de la pelea del Cazador contra Superman, Zod le presenta a Kryptonita, donde el Cazador termina buscando un pedazo de Kryptonita que está en posesión de Lex Luthor. Durante la pelea con el Cazador, Superman juega muerto entrando en una animación suspendida gracias a un dispositivo que le dio a Lois Lane. Después de despertarse de su animación suspendida, Superman destruye al Cazador y usa el Proyector de la Zona Fantasma para asegurarse de que Zod permanezca en la Zona Fantasma.
- El General Zod no aparece en Superman: The Animated Series, pero aparece una amalgama de él y Jax-Ur, llamada General Jax-Ur. Apareció por primera vez en el episodio 'Blasts From the Past', donde Ron Perlman le expresó. Fue retratado como similar al general Zod; un genio militar que había intentado derrocar al Consejo de la Ciencia. Su co-conspirador, y posible amante, es una hermosa mujer kryptoniana con el pelo largo y blanco llamado Mala (basado en Ursa y Faora pero que lleva el nombre de un kryptoniano masculino de los cómics).[27]Su propio título es Alto General Jax-Ur. Durante la última aparición de Jax-Ur y Mala en Superman: The Animated Series, Jax-Ur revela a Superman que una grieta en la Zona Fantasma se había abierto, liberándolos al espacio. Fueron salvados por los viajeros cercanos y pronto tomaron el control de su planeta. Al tomar el control del planeta, hicieron que los habitantes reconstruyeran todo para que recordara mucho a Krypton. incluso yendo tan lejos como para hacer que los habitantes usen ropa similar a la de los kryptonianos. Después de reunirse con un rebelde, Superman descubrió que Jax-Ur y Mala pretendían invadir la Tierra. Después de que Superman luchara en el espacio con la pareja, Jax-Ur y Mala fueron absorbidos por un agujero negro.
- La versión de Silver Age de Zod hace un cameo en el episodio "Fantasmas" de Legión de superhéroes. Es uno de los muchos prisioneros de la Zona Fantasma que atacan a la Legión de Super-Héroes, su hijo Drax-Zod aparece en este episodio.
- General Zod aparece en Justice League Action, episodio "Field Trip", con la voz de Jason J. Lewis.[28]Cuando Superman le da a Blue Beetle, Firestorm y Stargirl un recorrido por la Fortaleza de la Soledad y se les muestra el Proyector de la Zona Fantasma, el General Zod, Faora y Quex-Ul se lanzan y Superman es enviado accidentalmente a la Zona Fantasma. Blue Beetle, Firestorm y Stargirl intentan usar un fragmento de Kryptonita verde en ellos solo para que sea demasiado pequeño para ellos. Bajo el sol amarillo, el General Zod y sus dos seguidores obtienen superpoderes y terminan en una pelea con Blue Beetle, Firestorm y Stargirl. Mientras Blue Beetle y Stargirl detienen a los villanos kryptonianos, Firestorm usa la guía de Martin Stein para aprender a transmutar cualquier cosa a kryptonita. Probando en el hielo, Firestorm lo transmuta a Kryptonita verde que debilita al General Zod y sus dos seguidores. Luego, Superman es liberado de la Zona Fantasma y el General Zod y sus seguidores son lanzados a la Zona Fantasma.
- General Zod aparece en el episodio "SuperRabbit" de The Looney Tunes Show, donde se modela después del Pato Lucas (con la voz de Jeff Bergman). Aquí, él es el novio de Faora, pero es desatento y negligente con ella, así como inmaduro. Zod, Faora y el robot Thunkian son procesados primero por sus crímenes en Krypton por Jor-El y sentenciados a la Zona Fantasma, jurando venganza. Después de escapar varios años después, viajan a Metrópolis y luchan contra SuperRabbit, lo derrotan y lo obligan a retirarse. Luego, Zod se convierte en el gobernante de la ciudad y se hace llamar Rey Zod, ordenando que se construya una enorme estatua de sí mismo. SuperRabbit regresa y convence a Faora y Thunkian para que dejen de ayudar a Zod al señalar cuánto los maltrata. Zod y SuperRabbit tienen una batalla masiva en toda la ciudad, donde Zod finalmente es eliminado al tener su propia estatua golpeada contra él. Zod y sus seguidores son enviados de vuelta a la Zona Fantasma. Toda la aventura fue en realidad una historia falsa que Bugs Bunny le contaba al Pato Lucas; el ingenuo Lucas cree cada palabra de ello.
- El General Zod aparece en el episodio de dos partes de DC Super Hero Girls, "#DCSuperHeroBoys" (con la voz de Liam O'Brien).[28]Aquí, se basa en su aparición en la película de Superman: The Movie y Superman II. Se abre una grieta en la Zona Fantasma y es liberado, junto con Ursa y Non, porque hace mucho tiempo en Krypton, Zod y sus secuaces fueron encerrados en la Zona Fantasma por Alura Zor-El. Zod y su equipo luchan contra las DC Super Hero Girls y los "Invicibros" (un equipo formado por Green Lantern, Hawkman, Aqualad, Flash y Green Arrow) en Metrópolis. Al final de la batalla, Zod y sus secuaces son devueltos a la Zona Fantasma. Más tarde reapareció en el episodio "#BackInAFlash" cuando Batgirl y Flash tratando de corregir un error, terminaron en el presente cercano donde Zod gobierna la Tierra. Cuando Zod dijo "todos se arrodillarán ante Zod", Flash terminó diciendo sobre el "Clásico de rodillas, odio a ese tipo" justo antes de que un guardia lo electrice y termine diciendo "Quiero decir, amo a ese tipo", él y Batgirl retroceden en el tiempo y arreglan las cosas y la línea de tiempo de Zod finalmente se borra.
- El General Zod aparece en Young Justice: Phantoms, con la voz de Phil Morris.[28]Esta versión es el esposo de Ursa Zod y padre de Lor-Zod, quien fue puesto en libertad condicional en el siglo XXXI, pero fue encarcelado nuevamente en la Zona Fantasma por la Legión de Super-Héroes luego de un intento fallido de conquistar la galaxia. En el siglo XXI, Dru manipula al amnésico Superboy para que se una a él antes de que Lor viaje en el tiempo para liberar a su familia de la Zona Fantasma. Dru lidera sus fuerzas en un intento de conquistar la Tierra, solo para ser encarcelado nuevamente por el Equipo.

#### Acción en vivo
- En Lois y Clark: Las nuevas aventuras de Superman, un pastiche de Zod apareció en el estreno de la temporada 4 "Lord of the Flys" como Lord Nor, interpretado por Simon Templeman. Más tarde fue asesinado junto con sus cohortes por un Coronel corrupto llamado Cash con una ojiva de kryptonita fuera del Daily Planet peleando con Superman.
- En la serie Smallville, además de ser mencionado varias veces, Zod aparece en dos ocasiones. La primera es cuando un Zod fantasma, escapa de la Zona Fantasma y habita el cuerpo de Lex Luthor (Michael Rosenbaum). Luego vuelve a aparecer como un personaje principal en la novena temporada, el actor Callum Blue interpreta a un joven Zod, que según se revela a lo largo de los capítulos, antes de que Krypton explote, a Zod junto con otros Kandorianos, incluido Jor-El, les toman una muestra de ADN, y la guardan en un orbe que encuentra y abre Tess Mercer al final de la octava temporada.
- General Zod aparece en el final de la temporada 2 de Supergirl, interpretado por Mark Gibbon.[29] Bajo una alucinación inducida por Kryptonita de Plata, Superman cree que Supergirl es el General Zod, su peor enemigo, lo que lleva a una batalla masiva entre los dos hasta que es derrotado y curado de la Kriptonita de Plata. En el episodio "Para el bien", Winn menciona que el General Zod fue asesinado por Superman, mientras que Mon-El mencionó que la Legión lo combatió en el futuro, lo que implica que Zod resucitará en algún momento más tarde.
- Un general Dru-Zod que viaja en el tiempo aparece en Krypton, interpretado por Colin Salmon.[30]Esta versión del personaje es el hijo de Lyta-Zod y Seg-El, quien es el padre y abuelo de Jor-El y Kal-El respectivamente. Por lo tanto, Zod y Jor-El son medios hermanos, y Zod sería el tío de Kal-El, como en el canon Superman: Earth One.
- La conciencia del General Zod aparece en el episodio de Superman & Lois, "Through the Valley of Death". Después de haber sido salvado en el Erradicador, Tal-Rho usa el dispositivo para infectar a Superman con la conciencia de Zod antes de que John Henry Irons lo motive a expulsarla.

### Cine

#### Serie original (1978-2006)
- General Zod aparece en Superman: The Movie (1978) y Superman II (1980), interpretado por el actor Terence Stamp. Zod aparece por primera vez en el flashback de Krypton, donde él, Ursa y Non son sentenciados por Jor-El del Consejo Científico al aislamiento en la Zona Fantasma. Finalmente es liberado en la secuela donde comienzan una toma de control de la Tierra y se encuentran con un Lex Luthor recién escapado, que los guía al Daily Planet. Finalmente es derrotado cuando Superman atrae a Zod y sus secuaces a la Fortaleza de la Soledad y los engaña en una cámara diseñada para eliminar los poderes kryptonianos. Este retrato está clasificado en el puesto 58 en la lista de los "100 villanos más grandes de todos los tiempos" de la revista Wizard.[31] Zod es notablemente el único otro villano que aparece en la serie de películas que se originan en los cómics más allá de Lex Luthor.
- Durante el desarrollo inicial de Superman Returns, el director de cine Brett Ratner quería que Zod apareciera. Quería al actor inglés Jude Law para el papel, pero Law rechazó el papel cuando Bryan Singer entró para dirigir el proyecto después de la partida de Ratner para dirigir X-Men: The Last Stand.[32] Como resultado, Zod fue omitido en el guion final.[33]

#### Universo extendido de DC
- General Zod aparece en la película de Zack Snyder, El hombre de acero (2013), interpretado por Michael Shannon.[34] Esta versión es de Kandor y es el jefe del Gremio Militar de Krypton, quien se siente tan insatisfecho con las decisiones del Consejo de Leyes que inicia un golpe de Estado contra el consejo de Krypton, por la cual él y sus fuerzas (llamadas "La Espada de Rao") son capturados y condenados a la Zona Fantasma, solo para escapar debido a la destrucción de Krypton que también resultó en la destrucción de su prisión. Treinta y tres años más tarde, después de la destrucción de Krypton, Zod llega al planeta Tierra y extorsiona a su gente para que entregue a Kal-El (ahora con el nombre de Clark Kent) amenazando la destrucción de la tierra. Él revela su plan para terraformar la Tierra y repoblar el mundo con kryptonianos diseñados genéticamente, que matarán a toda la vida indígena de la Tierra en el proceso. Clark Kent (ahora llamado "Superman"), con la ayuda de los militares de los Estados Unidos, frustra su plan al crear una singularidad que absorbe a todos los kryptonianos (a excepción de Zod y Superman) de regreso a la Zona Fantasma. Luego, Zod involucra a Superman en una larga y catastrófica pelea en Metrópolis y, a pesar de mantener una ventaja en la mayor parte de ella, Superman finalmente somete a Zod. Furioso, el general se prepara para asesinar a una familia atrapada y afirma que nunca se detendrá, lo que obligó a Superman a que rompiera el cuello de Zod en matarlo, para salvar a una familia al evitar que los mate.
- En Batman v Superman: Dawn of Justice (2016), LexCorp tiene posesión del cadáver de Zod al estar en manos del Gobierno federal de los Estados Unidos, aparentemente para estudiar la anatomía y los orígenes kryptonianos. Lex Luthor descubre la vulnerabilidad de los kryptonianos a la kryptonita y utiliza este conocimiento y las huellas dactilares de Zod para acceder a la antigua nave scout kryptoniana. Usando el cuerpo de Zod y su propia sangre, Luthor crea una "Deformidad Kryptoniana/Doomsday", siendo inmune a las armas nucleares y se regenera al ser dañado. En la batalla, Superman logra matarlo con una lanza de Kryptonita junto con la ayuda de Batman y Wonder Woman, aunque le cuesta su propia vida. Michael Shannon no filmó ninguna escena para Batman v Superman: Dawn of Justice, a pesar de ser acreditado, y el cadáver fue creado usando el físico del modelo de fitness Greg Plitt y una captura digital de la cabeza de Shannon.[35]
- Shannon volverá a interpretar el papel de Zod en The Flash (2023).[36] En esta versión alternativa de una línea de tiempo, Zod viaja con su tripulación a la Tierra, por lo cual ellos nunca fueron encerrados en la Zona Fantasma. Al llegar al planeta, ellos comenzaron el ataque y en un encuentro con Kara Zor-El, quién se entera de que Zod mató a Kal-El cuando su cápsula se desvió cuando era un bebé, y que el Códice de Crecimiento necesario para convertir la Tierra en Krypton está dentro de ella, luego de un enfrentamiento, él la asesina al tomar su muestra de sangre, antes de que esta línea de tiempo fuera restaurada por Flash.

#### Animación
- En el mundo alternativo de la Liga de la Justicia: Dioses y monstruos, Zod (expresado por Bruce Thomas) causa la destrucción de Krypton al perforar el planeta por su núcleo para tener la energía necesaria para su máquina de guerra y evita que Jor-El implante su código genético en el huevo creado por Lara. Sabiendo que el planeta está a punto de explotar, Zod lo toca para implantar su código genético, lo que hace que la versión de Superman de ese mundo crezca y se comporte más como Zod. Al crecer, Superman tiene la impresión de que su padre era un buen hombre debido a su conocimiento limitado sobre Krypton. Después de que le contaron acerca de Zod, Superman llama loco a su padre.
- General Zod aparece en The Lego Batman Movie. Hace un breve cameo en CNN News en un clip que muestra a Superman luchando contra él y luego lo proyecta hacia la Zona Fantasma.

### Videojuegos
- El juego de NES, Superman de 1988 tiene a Zod, Ursa y Non como los jefes finales a quienes Superman debe derrotar para ganar el juego. La pelea tiene lugar en la estatua de la libertad de ficción en Metrópolis, basada en la Estatua de la Libertad.
- General Zod aparece en el videojuego DC Universe Online, con la voz de Alexander Brandon.
- El General Zod aparece en Lego Batman 2: DC Super Heroes, con la voz de Townsend Coleman.
- General Zod aparece como un personaje descargable en el videojuego Injustice: Dioses entre nosotros, con la voz de Nolan North.[37] El personaje de Michael Shannon en El hombre de acero está disponible como un traje alternativo. En el final del General Zod, su tiempo prolongado en la Zona Fantasma le permitió descubrir que puede crear pequeños portales de Zona Fantasma de uno de los habitantes de la Zona Fantasma. Una vez que escapó, atrapó al Supremo Consejero de One-Earth en la Zona Fantasma y tomó su lugar en el gobierno de One-Earth planeando rehacer la Tierra a la imagen de Krypton.
- La encarnación de El hombre de acero del General Zod aparece a través de DLC como un personaje jugable en Lego Batman 3: Beyond Gotham.
- General Zod aparece en Lego Dimensions, con la voz de Nolan North. Aparece como un ejecutor de Lord Vortech y es el jefe del mundo Ghostbusters.
- General Zod es mencionado por Supergirl en Injustice 2 cuando compara los métodos tiránicos de Superman con los suyos. Superman luego responde que Krypton estaría vivo si Jor-El se pareciera más a Zod, a lo que Supergirl pregunta si Superman es el hijo de Jor-El o Zod. Hace un cameo en el final del personaje de Sub-Zero , ya que la Liga abre accidentalmente un portal a la Zona Fantasma y libera a Zod, Ursa, Non y Superman cuando intentaban enviar a Sub-Zero de vuelta a su dimensión de origen.
- General Zod aparece como un personaje jugable en Lego DC Super-Villains.